# Ejé
Ejé (Axorô ou Menga) palavra da língua iorubá usada no candomblé que significa literalmente sangue. Refere-se principalmente ao sangue retirado dos animais imolados para os Orixás. O ejé animal é apenas um dos tipos de "sangue" utilizados nos rituais das religiões afro-brasileiras. Todo tipo de sangue é considerado vital para axé.

## Tipos de sangue
- Sangue vermelho:
  - reino animal: sangue dos animais, fluxo menstrual;
  - reino vegetal: epô (azeite de dendê), ossum (pó vermelho, extraído do irossum)[1], aim (mel - sangue das flores), favas, vegetais, legumes, grãos, frutos (obi, orobô), raízes e sementes;
  - reino mineral: cobre, bronze, okutas (pedras), areia, barro, terra…
- Sangue branco:
  - reino animal: sêmen, saliva, emi (hálito, sopro divino), plasma, (ibim - espécie de caracol), inã (velas);
  - reino vegetal: favas, seiva, sumo, álcool, bebidas brancas extraídas das palmeiras,  ori (espécie de manteiga vegetal), vegetal, legumes, grãos, frutos, raízes e sementes;
  - reino mineral: sal, giz, prata, chumbo, otás (pedras), areia, barro, terra, efum (um pó branco retirado de calcário, também chamado de pemba).[1]
- Sangue preto:
  - reino animal: cinzas de animais;
  - reino vegetal; sumo escuro de certas plantas, o ilu (extraído do índigo) uáji (pó azul)[1], carvão vegetal, favas, vegetais, legumes, grãos, frutos, raízes e sementes;
  - Reino mineral: carvão, ferro, okutas(pedras), areia, barro, terra.

Alguns chamam de sangue verde, mas a princípio é só a variação de cor pois o verde já está incluso no preto e vermelho.
- Sangue verde: sangue de origem vegetal, é o sumo das folhas, plantas, raízes, sementes, ervas medicinais e favas.

O professor Agenor Miranda causou muita polêmica ao condenar o sacrifício de animais nos rituais. "A força do candomblé está no sangue verde das plantas e não no sangue vermelho dos animais".